# مسدود کردن آدرس آی‌پی
مسدود کردن آدرس IP یک سرویس شبکه است که درخواست‌های میزبان (شبکه) با IPهای خاص را رد می‌کند.
سیستم عامل‌های شبه یونیکس اکثرا مسدود کردن آدرس IP را با استفاده از پروتکل TCP، پیکربندی شده توسط فایل‌های کنترل دسترسی میزبان /etc/hosts.deny و /etc/hosts.allow پیاده‌سازی می‌کنند.
مسدود کردن آدرس IP معمولاً برای محافظت در برابر حملات جست و جوی فراگیر (توسط ربات‌ها) استفاده می‌شود. هم شرکت‌ها و هم دانشگاه‌هایی که خدمات از راه دور دارند، جهت محافظت از اطلاعات خود در مقابل دسترسی‌های غیرمجاز، از برنامه‌هایی مانند DenyHosts یا Fail2ban در لینوکس استفاده می‌کنند که در عین محافظت از دسترسی‌های غیرمجاز، اجازه مجهااز دسترسی از راه دور را به کاربران می‌دهد. این کار همچنین برای دسترسی از راه دور به رایانه‌ مفید است. همچنین برای سانسور اینترنت استفاده می‌شود.
در وب سایت‌ها، مسدود کردن آدرس IP معمولاً برای جلوگیری از دسترسی به آدرس ناامن استفاده میشود، اگرچه ممکن است وب سایت ابتدا یک هشدار دهد یا درخواست ورود به حساب کاربری کند. تخصیص پویای آدرس‌های IP توسط ISPها می‌تواند مسدود کردن آدرس IP ورودی را پیچیده تر کند، مسدود کردن یک کاربر خاص بدون مسدود کردن بقیه آدرس‌های IP (در بلوک محدوده آدرس همان IP) مشکل است.
مسدود کردن آدرس IP می‌تواند برای محدود کردن دسترسی به یک منطقه خاص یا محدود کردن دسترسی از یک منطقه خاص جغرافیایی استفاده شود. برای دستیابی به این هدف، نقشه ای برای آدرس‌های IP کشورهای مختلف ایجاد شده‌است. به عنوان مثال آدرس‌های IP نیجریه مسدود شده‌اند به دلیل این تصور که کلیه مشاغل با مبدأ این کشور نوعی کلاهبرداری است؛ بنابراین برای تجارت‌های رسمی مستقر در این کشور، تعامل با همتایان خود در سایر نقاط جهان بسیار دشوار می‌باشد. به همین جهت نیجریه ای‌ها برای خرید یا هرگونه ارتباط تجاری اینترنتی با خارج از کشورشان، باید به سرورهای پراکسی تکیه کنند تا مبدأ واقعی این درخواست اینترنتی را پنهان کنند. 

## مسدود کردن آدرس IP در cPanel
باید از این روش زمانی استفاده کنید که می خواهید از سایت وردپرس خود از هک شدن تلاش و حملات DDOS محافظت کنید. باید به داشبورد cPanel از حساب میزبانی خود وارد شوید. حالا به قسمت Security بروید و روی نماد “IP Blocker” کلیک کنید. این شما را به آدرس IP Blocker می برد. در اینجا می توانید آدرس هایی که می خواهید آن ها را بلاک کنید در اینجا اضافه کنید. شما می توانید یک آدرس آی پی یا یک محدوده IP اضافه کنید و سپس روی دکمه افزودن کلیک کنید. اگر لازم باشد آن آدرس‌های IP را رفع بلاک کنید دوباره می‌توانید به همان صفحه برگردید و عمل خود را انجام دهید.

## تفاوت مسدود سازی با اپدیت یا نوسازی
در مسدود سازی ای پی در شبکه وجود ندارد ولی در نوسازی همه اطلاعات از ای پی قدیمی حذف و به ای پی جدید کپی می شوند به گزارش دانشمندان اینترنتی حذف ای پی باعث از بین بردن رد می شود ولی در برخی سایت ها اپدیت یا نوسازی تاثیری ندارد چون ای پی قدیمی اطلاعات را ممکن است در شبکه داشته باشد حتی ای پی جدید هم همین اطلاعات را با ادرس ای پی نو و جدید انتشار به شبکه یا وبسایت می دهد تغییر ای پی در سایت ها مثل اسباب کشی می ماند چون اگر کسی یا سایتی وسایل یا اطلاعات  ما را بشناسد می تواند ما را جستجو و در ادرسی جدید پیدا کند البته در صورتی که ما با ان ای پی جدید اطلاعاتی مانند ورود به حساب کاربری و دیگر را به او بدهیم و دوباره با همان اطلاعات کاربری اما ای پی نو وارد شویم.

## اجتناب از انسداد آدرس
از سرورهای پروکسی و روش‌های دیگر می‌توان برای دور زدن انسداد ترافیک از آدرس‌های IP استفاده کرد. با این حال، استراتژی‌های ضد پراکسی نیز در دسترس است.
در یک حکم دادگاه ایالات متحده در سال ۲۰۱۳ در پرونده Craigslist v. 3Taps، قاضی فدرال ایالات متحده چارلز آر. برایر اظهار داشت که دور زدن یک آدرس IP برای دسترسی به وب سایت تخلف از قانون، کلاهبرداری و سوءاستفاده رایانه ای (CFAA) محسوب می‌شود که مجازات آن برابر با مجازات برای خسارت‌های مدنی و تحت عنوان «دسترسی غیرمجاز» است.